# ستان وود
ستان وود (بالإنجليزية: Stan Wood)‏ (1 يوليو 1905 في المملكة المتحدة - 22 فبراير 1967 بهاليفاكس في المملكة المتحدة) هو لاعب كرة قدم بريطاني (وحمل سابقاً جنسية المملكة المتحدة لبريطانيا العظمى وأيرلندا) في مركز جناح ‏. لعب مع وست بروميتش ألبيون ونادي هاليفاكس تاون.